# Lakanitis
Lakanitis (Λακανίτις) war ein Bezirk im antiken rauhen Kilikien.
Er ist einzig bei Ptolemäus, geogr. 5, 8, 6 genannt, danach lag die Stadt Eirenopolis dort.